# Vertus
Vertus ist eine ehemalige französische Gemeinde mit zuletzt 2372 Einwohnern (Stand 1. Januar 2015) im Département Marne in der Region Grand Est. Sie war bis 2017 Hauptort (französisch Chef-lieu) des Kantons Vertus-Plaine Champenoise, bereits zuvor bis zu dessen Auflösung 2015 war sie Hauptort des Kantons Vertus.
Am 1. Januar 2018 wurde Vertus mit Oger, Gionges und Voipreux zur Commune nouvelle Blancs-Coteaux zusammengeschlossen.

## Geografie
Vertus liegt 18 Kilometer südlich von Épernay.

## Bevölkerungsentwicklung
| Jahr                       | 1962 | 1968 | 1975 | 1982 | 1990 | 1999 | 2006 | 2014 |
| -------------------------- | ---- | ---- | ---- | ---- | ---- | ---- | ---- | ---- |
| Einwohner                  | 2617 | 2663 | 2835 | 2837 | 2495 | 2513 | 2653 | 2407 |
| Quellen: Cassini und INSEE |      |      |      |      |      |      |      |      |

## Weinbau
Vertus ist ein wichtiger Weinbauort der Côte des blancs, einem Teil des Anbaugebietes für den Grundwein des Champagners (siehe auch Champagne (Weinbaugebiet)). Die Weinberge der Gemeinde sind als Premier Cru, d. h. als gute, aber nicht als Spitzenlagen eingestuft. Wie überall an der Côte des Blancs dominiert im Rebsortenspiegel der Chardonnay. Ein Sechstel des Bestandes entfällt in Vertus entfällt auf Pinot noir. Zu den Grundbesitzern in Vertus gehören die großen Champagnerhäuser Moët & Chandon, Veuve Clicquot Ponsardin und Roederer.

## Wirtschaft
Die Champagnerkellerei Bourg ist renommiert für ihre als Premier Cru klassifizierten Blanc-de-Blancs-Champagner (Weißer Champagner aus 100 % weißen Trauben, Chardonnay).

Grafschaft Vertus Anno 1477

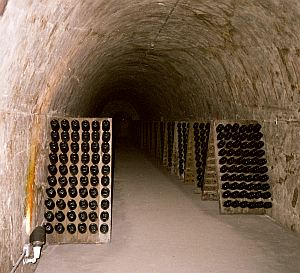
Rüttelpulte im Kreidestollen

## Bauwerke und Sehenswürdigkeiten
- Kirche Saint-Martin, zwischen dem Ende des 11. Jahrhunderts und zu Beginn des 12. Jahrhunderts erbaut, drei Krypten und ziselierte Kapitelle
- Puits Saint-Martin, Brunnen am Fuß der Kirche St. Martin, von vielen Quellen gespeist
- Tor La Porte Baudet aus dem Mittelalter
- Mairie: vor 1807 wurden die Räume durch eine alte Maladrerie (Krankenhaus) belegt, die von resoluten Damen, den Dames Régentes geleitet wurde, die mit der Erziehung von jungen Mädchen beauftragt waren

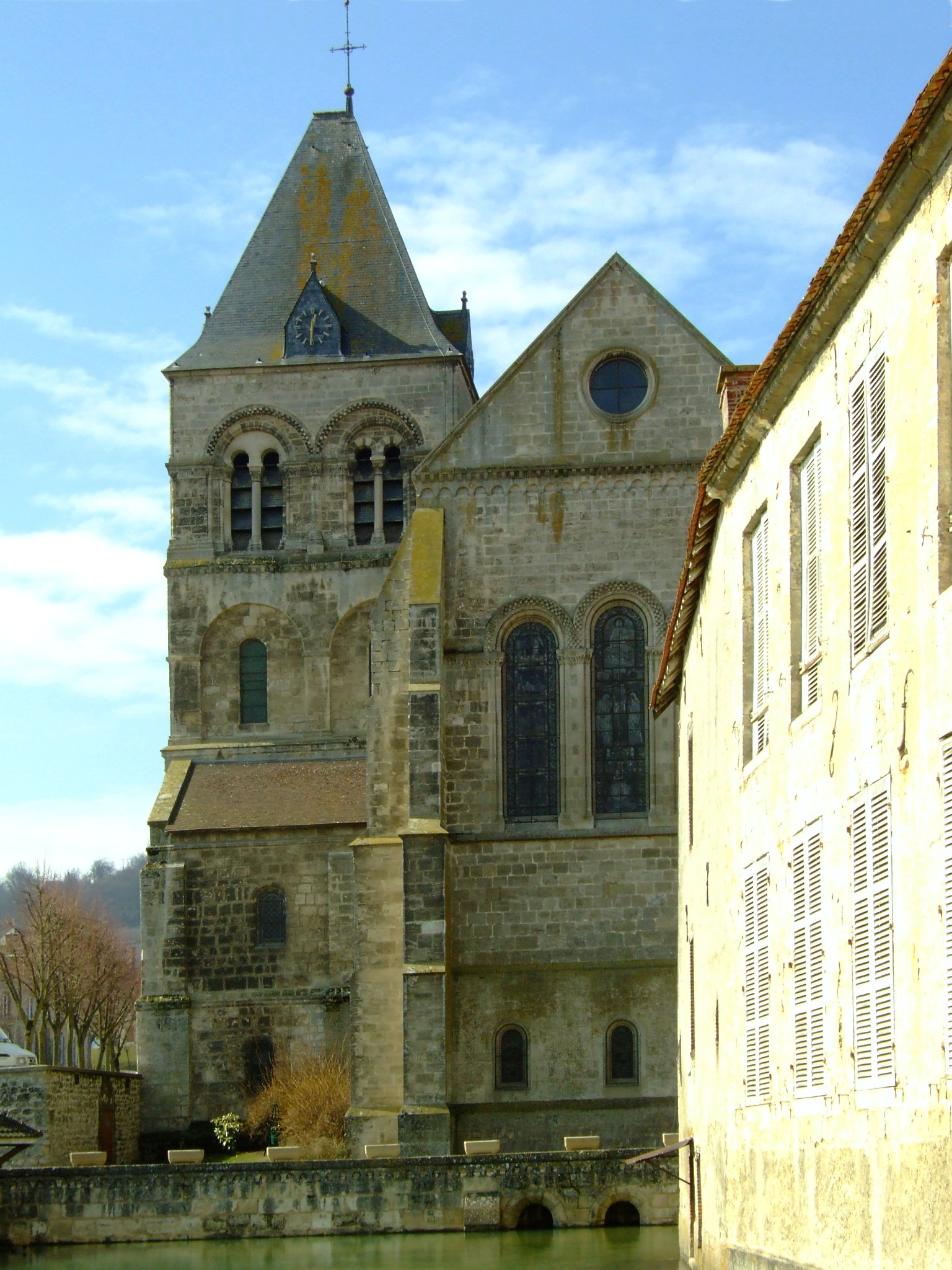
Kirche Saint-Martin
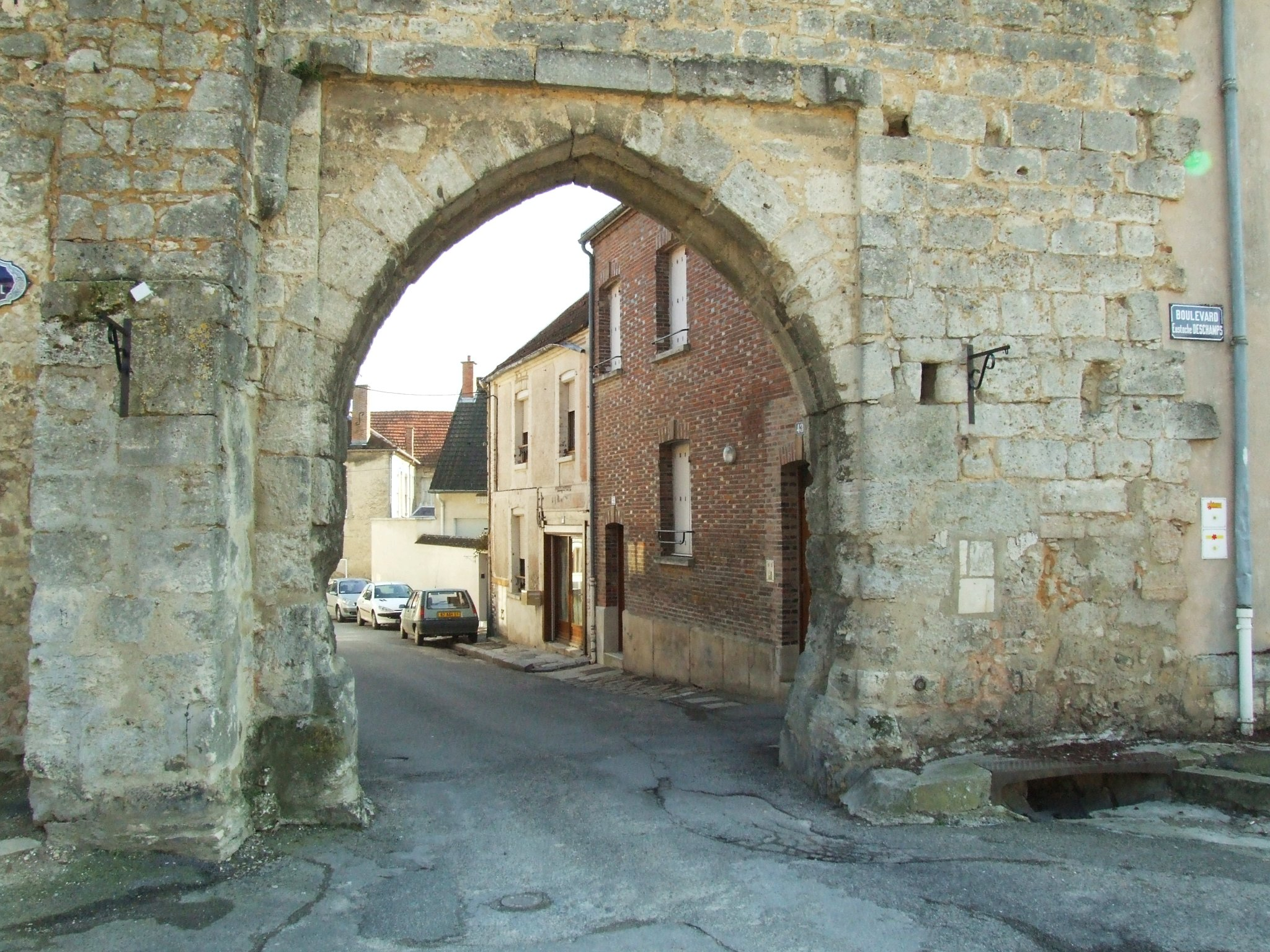
La Porte Baudet

### Militärflugplatz Villeneuve-Vertus
Während beider Weltkriegs existierte fünf bis sechs Kilometer nordöstlich, zwei Kilometer nordnordöstlich Villeneuves, der Flugplatz Vertus, auch Villeneuve-Vertus.
Im Ersten Weltkrieg diente er zunächst den französischen Streitkräften als Militärflugplatz. Im Februar/März 1918 wurde er erster Fronteinsatzplatz des United States Army Air Service, dessen 94th und 95th Aero Squadrons hier ihre ersten Einsätze auf ihren Nieuport 28 flogen. Anfang April wurde die Kontrolle bereits wieder von den Amerikanern an die französische Aéronautique Militaire zurückgegeben.
Die britische Royal Air Force nutzte das frühere Areal 1939/1940 in den ersten Monaten des Zweiten Weltkriegs. Zu Beginn des Westfeldzugs der deutschen Wehrmacht lag hier ihre mit Fairey Battle ausgerüstete 105. Squadron.
Die deutsche Luftwaffe operierte lediglich 1944 von Vertus aus. Der einige hier stationierte Verband war die mit Messerschmitt Bf 109G ausgerüstete I. Gruppe des Jagdgeschwaders 27, die hier in den ersten 10 Tagen nach Beginn der alliierten Invasion in der Normandie stationiert war und zum Ende des Juni 1944 nochmals für einige Tage nach Vertus zurückkehrte.
Nach Befreiung der Gegend durch die Alliierten wurde der zuvor von diesen bombardierte Platz als Advanced Landing Ground ALG A-63, so seine alliierte Bezeichnung, ab Anfang September 1944 von diesen noch kurzzeitig weitergenutzt. Der einzige hier stationierte Verband war die 441st Troop Carrier Group der Ninth Air Force der United States Army Air Forces, die hier bis Anfang Oktober 1944 mit ihren Douglas DC-3/C-47 stationiert war.
Nach dem Krieg wurde das Areal wieder agrarisch genutzt.

## Gemeindepartnerschaft
Mit Bammental in Deutschland bestehen seit 18. Juni 1966 partnerschaftliche Beziehungen.

## Persönlichkeiten
- Eustache Deschamps (* um 1345; † 1404), französischer Dichter
- Fernand Moulet (1895–1973), Radrennfahrer